# Artegna
Artegna (friülà Dartigne) és un municipi italià, dins de la província d'Udine. L'any 2007 tenia 2.964 habitants. Limita amb els municipis de Buja, Gemona del Friuli, Magnano in Riviera, Montenars i Treppo Grande.

## Administració
| Període | Identitat         | Partit        |
| ------- | ----------------- | ------------- |
| 2004-   | Roberto Venturini | Llista cívica |